# Gulbukig siska
Gulbukig siska (Spinus xanthogastrus) är en huvudsakligen sydamerikansk fågel i familjen finkar inom ordningen tättingar.

## Utseende och läte
Gulbukig siska är en liten fink, endast 10,5 centimeter lång. Den har svartaktiga vingar med gula vingfläckar och gula stjärtsidor. Hanen är helsvart förutom lysande gult på buk. Honan är mörkt olivgrön ovan och blekgul under, mer färgstarkt på buken. Ungfågeln liknar honan, men har sotfärgade spetsar på ovansidans fjädrar samt mindre gula fläckar på vingarna och stjärten. Sången är ett trivsamt tjattrande kvitter medan lätet är ett vasst pyee.

## Utbredning och systematik
Gulbukig siska delas upp i två underarter med följande utbredning:
- Spinus xanthogastrus stejnegeri – förekommer i sydöstra Peru (Puno) och nordvästra Bolivia (La Paz och Santa Cruz)
- Spinus xanthogastrus xanthogastrus – förekommer lokalt i bergstrakter från Costa Rica till Colombia, Ecuador och Venezuela

Utanför häckningstid vandrar arten vida omkring inom utbredningsområdet.

### Släktestillhörighet
Tidigare placerades den i Carduelis, men förs numera till Spinus efter genetiska studier, tillsammans med övriga amerikanska siskor samt grönsiska och himalayasiska.

## Levnadssätt
Gulbukig siska häckar i bergsskogar med ek på 800-3000 meters höjd. Den ses födosöka i flockar med upp till 30 fåglar i trädtopparna på jakt efter småinsekter och ekblommor, eller på marken i gläntor efter frön. Boet, en grund skål gjord av bark, rötter och lavar, placeras 2,4-3,7 meter upp i tätt lövverk i ett litet träd i en glänta. Den lägger två till tre grönvtia ägg mellan april och maj som ruvas av honan. 

## Status och hot
Arten har ett stort utbredningsområde och en stor population, men tros minska i antal, dock inte tillräckligt kraftigt för att den ska betraktas som hotad. Internationella naturvårdsunionen IUCN kategoriserar därför arten som livskraftig (LC). Beståndet uppskattas till i storleksordningen en halv till fem miljoner vuxna individer. Den beskrivs som ganska vanlig men fläckvist utbredd.